# Acrocephalus familiaris familiaris
El pájaro molinero de Laysan (Acrocephalus familiaris familiaris) era una subespecie del carricero familiar (Acrocephalus familiaris), similar en apariencia a la subespecie restante, el molinero de Nihoa. Su lado dorsal era marrón y su vientre grisáceo. Su nombre deriva de su alimento favorito, varias especies de polillas del género Agrotis (como la endémica y también extinta (Agrotis laysanensis) comúnmente denominadas "molineros"

## Extinción

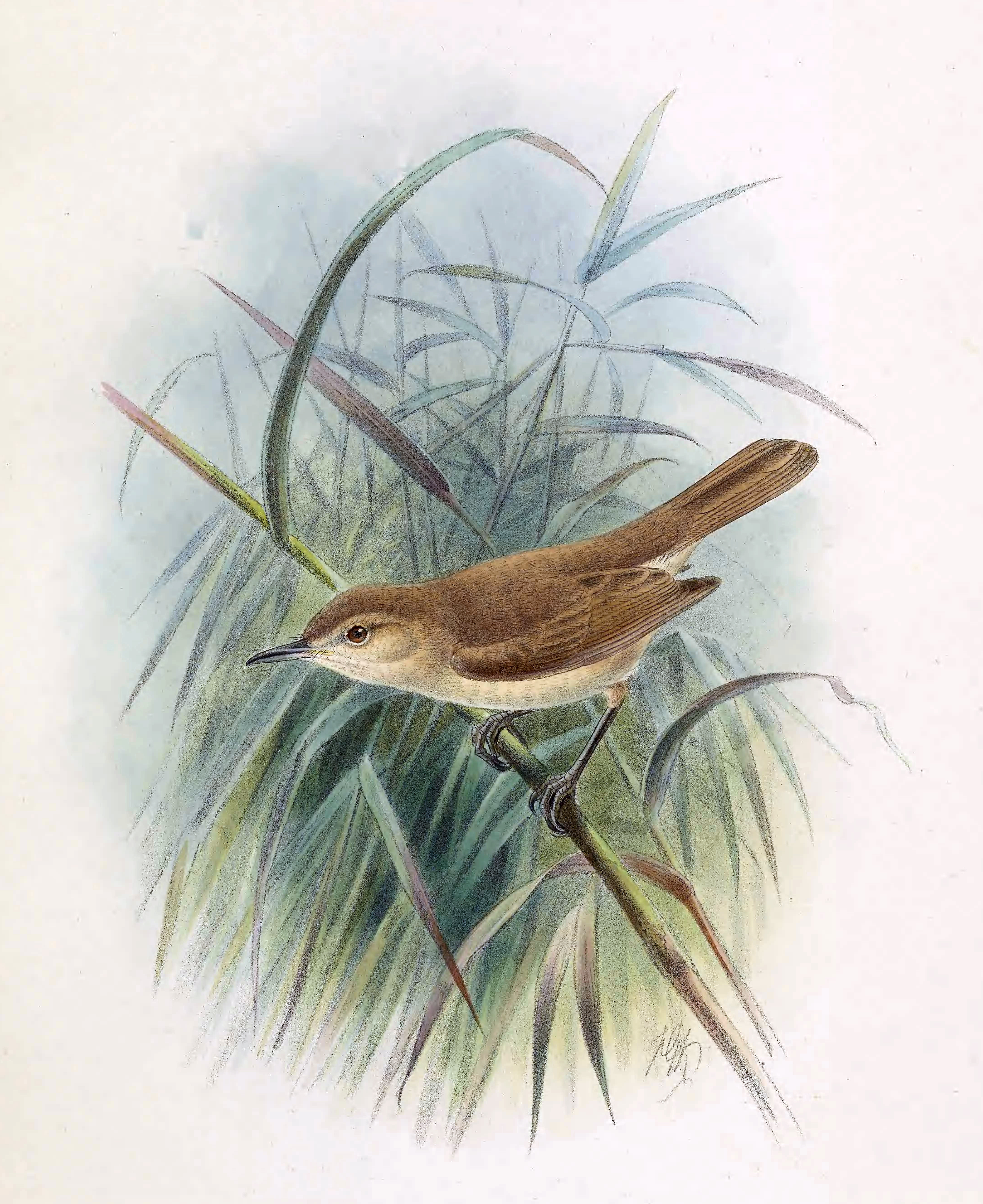
Ilustración de John Gerrard Keulemans

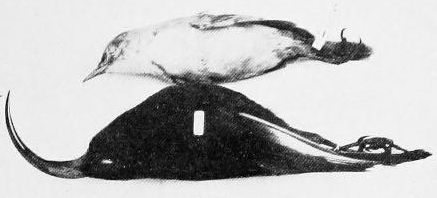
Especímenes del pájaro molinero de laysan y mamo negro (Drepanis funerea) en 1901

Muy manso, abundaba en Laysan, donde era endémico, en la década de 1890 (Udvardy, 1996). Después de la fatídica introducción de conejos domésticos en 1903, que casi despojó a la isla de vegetación en los años siguientes, las aves probablemente disminuyeron rápidamente. Supuestamente, había 1500 todavía vivos en abril de 1915, según lo informado por la expedición Thetis del USCGC (Clapp et al., 1996), pero un censo exhaustivo de 1911 realizado por la expedición de la Universidad Estatal de Iowa había encontrado sólo "unos pocos" (Dill & Bryan, 1912), al igual que una breve visita en febrero de 1916. Como las poblaciones de aves terrestres en Laysan fluctúan mucho y debido a que hubo una caza furtiva considerable para el comercio de sombrerería japonesa en la década de 1910, la supuesta cifra de 1915 no se puede descartar, pero parece muy improbable. En cualquier caso, la expedición de 1923 del USS  Tanager  (AM-5) informó sólo de un avistamiento no confirmado que parece haber sido erróneo (Olson, 1996). Por tanto, se puede concluir que el ave desapareció en algún momento a finales de la década de 1910.
A medida que la vegetación desapareció, el ave sufrió una mayor depredación de huevos por parte de pinzones de Laysan (Telespiza cantans), torniquetes rojizos (Arenaria interpres) y zarapitos de muslos erizados (Numenius tahitiensis), así como una mayor competencia por el alimento y el hábitat de anidación; una pequeña parcela de tabaco arbóreo (Nicotiana glauca) era la única localidad que quedaba donde el molinero, el raíl de Laysan (Porzana palmeri) y el mielero de Laysan (Himatione fraithii) podían anidar con razonables posibilidades de éxito. Además, las polillas que constituían su principal fuente de alimento también se extinguieron o se volvieron extremadamente raras cuando los conejos comieron sus plantas alimenticias y, por lo tanto, el único alimento importante que quedó fueron las moscas de salmuera, que, aunque abundantes, también serían utilizadas por otras tierras. aves y el pato de Laysan (Anas laysanensis), todos los cuales eran más agresivos que el pájaro molinero. Lo más probable es que el molinero de Laysan fuera el primero de los tres taxones de aves que se extinguieron en Laysan; los últimos individuos del ʻapapane desaparecieron en una tormenta de arena alrededor del 24 de abril de 1923 y el riel también desapareció en esa época.